# Orava (région)
Pour les articles homonymes, voir Orava.
L'Orava (en polonais : Orawa) est une région historique au nord de la Slovaquie et au sud de la Pologne. La région correspondait au comitat (en) d'Árva dans le royaume de Hongrie.

## Toponymie
L'Orava tire son nom de la rivière qui coule en son sein, l'Orava.

## Histoire

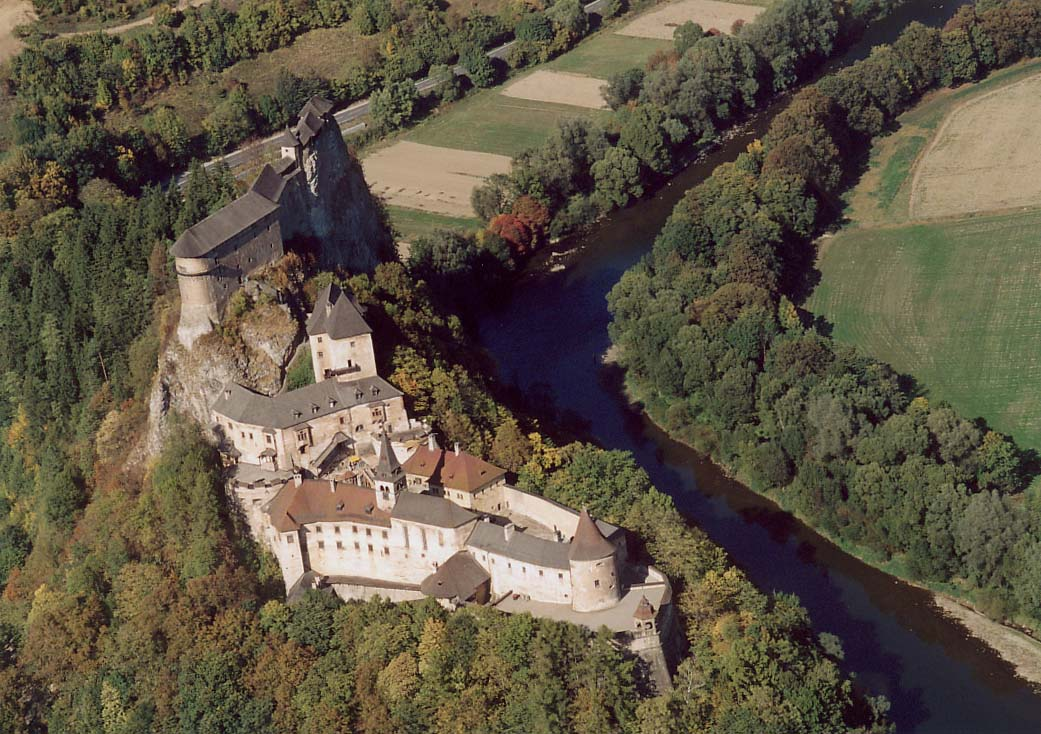
château d'Orava.

La région a été colonisée par des Polonais venus des régions de Żywiecczyzna (pl) et de Petite-Pologne, avec certains venus de Wallachie.
Jusqu'au XIXe siècle, les habitants de l'Orava n'étaient pas au courant de leurs origines et avaient crus à tort qu'ils étaient Slovaques.

## Géographie

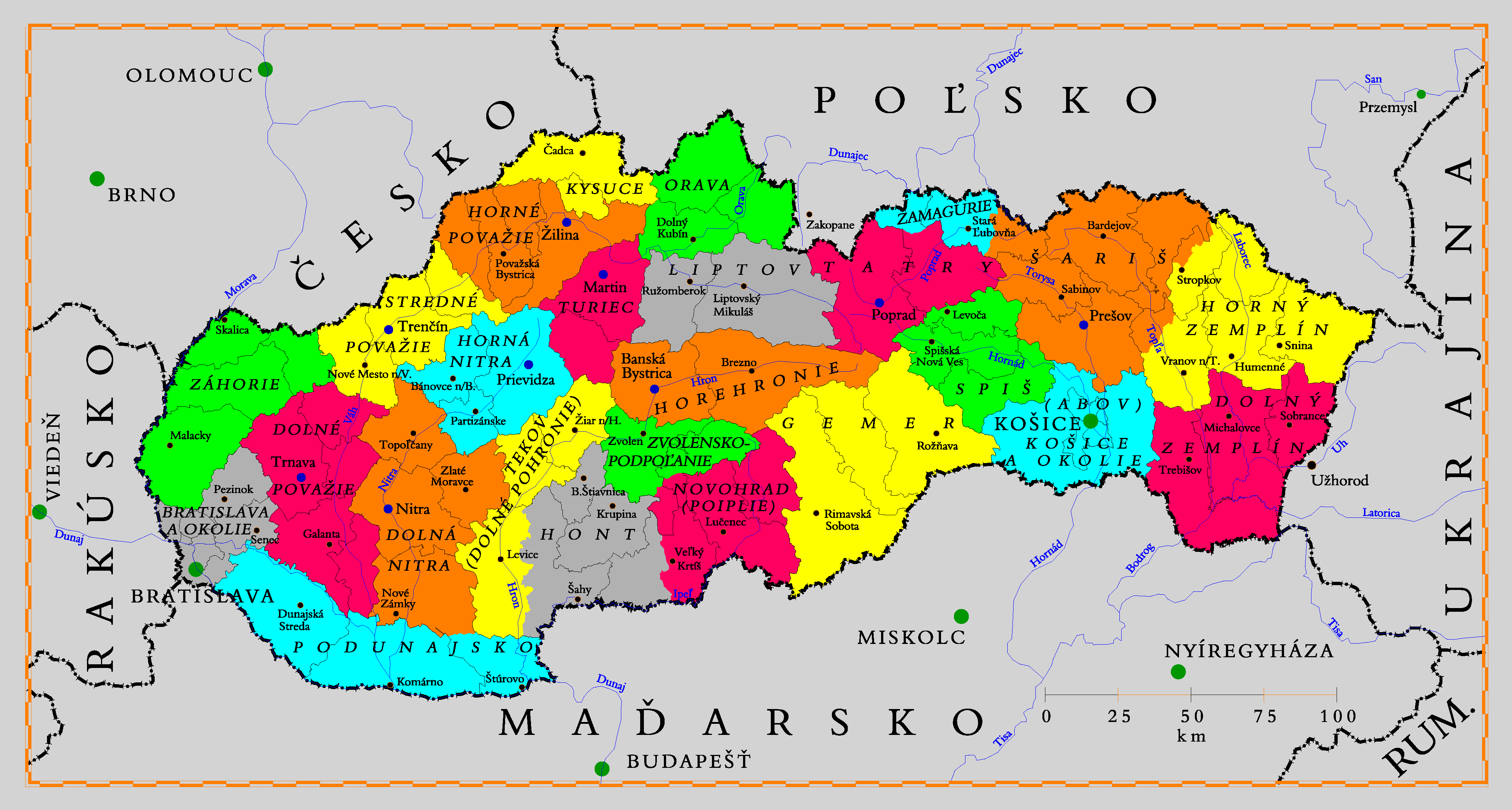
Carte des régions touristiques de la Slovaquie.

L'Orava fait partie des 25 régions touristiques (en) de Slovaquie, mais contrairement au comitat qui le précède, n'est pas une région administrative slovaque. Elle est divisée entre les districts de  Dolný Kubín, Tvrdošín et de Námestovo, dans la région de Žilina. Avec une superficie de 1 661 kilomètres carrés, l'Orava a une population de 126 000 habitants de son côté slovaque,. L'Orava constitue l'endroit le plus au nord du pays au village d'Oravská Polhora. La région est traversée par l'Orava.
Du côté polonais, l'Orava touche le powiat de Nowy Targ, dans la voïvodie de Petite-Pologne. La ville principale y est Jabłonka.
La région est riche en montagnes ; on peut compter le mont Roháče (sk), qui fait partie des Tatras occidentales, en plus des chaînes de montagnes de la Petite Fatra et des monts Choč (en).

## Lieux d'intérêt
- Château d'Orava[5] ;
- Église de Tous-les-Saints de Tvrdošín[5] ;
- Église articulaire en bois de Leštiny[5] ;
- Église articulaire en bois d'Istebné[5] ;
- réservoir d'Orava (en)[5] ;
- Musée du village d'Orava de Zuberec[5] ;
- Village historique de Podbiel[5].